# Oreșino, Haskovo
Oreșino (în bulgară Орешино) este un sat în comuna Ivailovgrad, regiunea Haskovo,  Bulgaria. 

## Demografie
Componența etnică a satului Oreșino
     Bulgari (23,52%)
     Nicio identificare (76,47%)
     Altele (0%)
La recensământul din 2011, populația satului Oreșino era de 34 locuitori. Nu există o etnie majoritară, locuitorii fiind  și bulgari (23,52%). Pentru 76,47% din locuitori nu este cunoscută apartenența etnică.